# Djibril Sylla
Djibril Sylla (ur. 20 września 1980) – maltański piłkarz pochodzenia gwinejskiego, występujący na pozycji pomocnika.
W reprezentacji Malty zadebiutował 28 maja 2000 w przegranym 0:1 towarzyskim meczu z Południową Afryką. W drużynie narodowej rozegrał cztery spotkania, wszystkie w roku 2000.